# Louis-Dominique-François Le Bas de Courmont
Louis-Dominique-François Le Bas de Courmont, né le 25 août 1706 à Metz et mort le 20 novembre 1777 à Paris, est un fermier général français.

## Biographie
Le Bas obtient le 9 janvier 1728 des provisions de l’office de conseiller du roi, trésorier, receveur général et payeur des rentes de l’Hôtel-de-Ville de Paris.
En 1756, il rachète La Gazette aux héritiers de Théophraste Renaudot.

## Descendance
Il se maria en premières noces, par contrat du 31 mai 1719, à Marie-Anne Saget, morte sans enfants le 18 mars 1738, et en secondes noces le 27 mars 1740 à Louise-Élisabeth Le Noir, fille unique de Séraphin Le Noir, conseiller du roi, trésorier général, receveur et payeur des rentes de l'hôtel de ville de Paris, et d’Élisabeth Jourdan de La Salle. De ce second mariage naquirent : 
- Louis-Marie Le Bas de Courmont, né le 19 septembre 1741, condamné à mort le 16 floréal an II (5 mai 1794)
- Charles-Claude Le Bas de Courmont, né le 17 juin 1747,
- Louis-Dominique Le Bas de Courmont, né le 15 juillet 1749,
- Élisabeth-Louise Le Bas de Courmont, née le 20 octobre 1742, qui épouse le 5 décembre 1758 Jacques François de Croismare (1718-1817), seigneur de La Poterie, marquis de Croismare,
- Louise-Nicole Le Bas de Courmont, née en 1743, morte en 1748,
- Angélique-Charlotte Le Bas de Courmont, née le 4 décembre 1744,
- Charlotte Le Bas de Courmont, née le 29 mai 1746, mariée le 11 mars 1769 à Jean-Marie Quentin, baron de Champlost, premier valet de chambre du roi.

## Armoiries
Ses armes étaient « d’or à un lion de sable accompagné de trois arbres de sinople arrachés, posés 2 en chef et 1 en pointe. »

## Sources
- François-Alexandre de La Chenaye-Aubert, Dictionnaire généalogique, héraldique, chronologique et historique, Paris, Duchesne, 1761, p. 176.